# 2037 (電影)
《2037》（韓語：이공삼칠）是一部由毛弘鎮（Mo Hong-jin）執導的2022年南韓電影。故事背景設定在女子監獄，描繪成年女性如何在監獄生活中，試圖為一位經歷不幸的19歲少女帶來希望。電影於2022年6月8日正式上映。

## 劇情
允英是一名花季少女，與患有聽障的母親相依為命，生活簡單卻充滿溫情。母女倆的相處非常親密，允英甚至每天教母親手語，希望能幫助她克服溝通障礙。某天，允英前往母親工作的工廠接她時，工廠老闆因貪戀允英的外貌心生歹念。在後續的日子裡，老闆愈發肆無忌憚，甚至當面對允英的母親提出無禮要求，讓她非常憤怒並掌摑了老闆。這一舉動卻激怒了老闆，使他更加心懷怨恨。
某晚，老闆在允英下班途中設伏，對她施以性侵。當她從昏迷中醒來時，發現自己衣衫不整，老闆正冷笑地俯視著她。這時，她聽到母親焦急地在外尋找她，並不斷撥打她的電話。老闆持續掛斷來電，企圖拖延允英與母親會合的時間。允英在恐懼與憤怒中，擔心老闆可能對母親不利，於是拾起地上的石塊，瘋狂砸向老闆，最終將他打死。
允英隨後向警方自首，坦承自己的行為。然而，法庭因缺乏目擊證人，且所有證據僅來自她的供述，未能認定她的行為為正當防衛，最終判處她五年有期徒刑。允英被送入監獄，編號為「2037」，並被分配至第十號牢房。她的室友包括因兒子被酒駕者撞死而放火報復的胖姐、有情緒障礙的美京、以及其他有著悲慘經歷的囚犯。
初入監獄的允英遭遇美京的暴力排擠，但在其他室友的幫助下，她逐漸適應了生活。允英選擇到車間工作，希望賺錢寄給母親，減輕母親因失業而承受的壓力。然而，在一次醫務室檢查中，她驚訝地發現自己已懷上施暴者的孩子。根據當時的法律，她無法選擇墮胎，必須將孩子生下。
允英的情緒再度崩潰，多次企圖自殘，甚至拒絕母親的探視，將自己封閉起來。室友們見狀，努力開導她，並幫助她提出申訴，希望能讓法庭認定她的懷孕是因性侵所致，以便能進行合法的墮胎。然而，儘管法院最終減刑四年，允英的內心痛苦仍未緩解。她始終無法接受腹中的孩子，認為這是施暴者留下的烙印。
在分娩前夕，允英暗中囤積醫務室發放的止痛藥，並藉口頭痛頻繁索取更多藥物。在生產當天，她選擇服下大量止痛藥結束生命。她在臨終前寫下告別信，向母親和舍友表達了無法繼續生活的無奈。雖然醫生全力搶救，但允英已失去求生的意志，最終未能挽回她的生命。
電影的結尾以舍友們收到允英的信為結束，揭示了她的內心掙扎與無法癒合的創傷。影片透過允英的故事，反映了法律與社會對性侵受害者的壓迫，展示了她無法擺脫痛苦的命運，也揭示了她與母親無法實現的平凡生活夢想。

## 演員名單

### 囚犯
| 演員   | 角色 | 獄中編號 | 介紹                                                                 |
| ------ | ---- | -------- | -------------------------------------------------------------------- |
| 洪藝智 | 允英 | 2037     | 19歲少女，因殺人罪入獄。                                             |
| 金美華 | 順子 | 0219     | 12號囚房的資深獄友。                                                 |
| 黃石正 | 莉拉 | 0604     | 被關押的駭客                                                         |
| 申恩廷 | 海秀 | 3001     | 熱愛閱讀且重視原則的囚犯。                                           |
| 全昭旻 | 玫   | 1965     | 最後一位因通姦罪入獄的囚犯。                                         |
| 尹美京 | 莎朗 | 1733     | 易怒的麻煩製造者，成為12號囚房中的獄友後，重新為尹英帶來生活的希望。 |

### 其他角色
- 金志映 飾演 京淑：尹英的聽障母親。

## 拍攝過程
主要拍攝於2021年5月25日在京畿道坡州市展開。

## 外部連結
- 韩国电影数据库（KMDb）上《2037》的資料
- 《2037》在HanCinema的页面（英文）